# مزرعة جميجم
مزرعة جميجم أو جمجيم هي إحدى القرى اللبنانية من قرى قضاء صيدا في محافظة الجنوب.